# Giờ chuẩn Ấn Độ

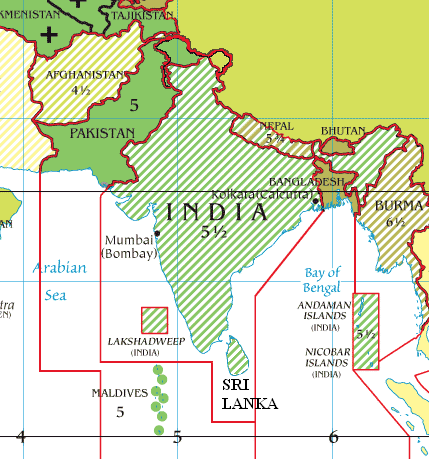
IST trong mối quan hệ với các quốc gia láng giềng

Giờ chuẩn Ấn Độ (IST - Indian Standard Time) là giờ được quan sát khắp Ấn Độ và Sri Lanka, mốc giờ là UTC+05:30. Ấn Độ không quy định giờ Ánh sáng ban ngày (DST) hay các điều chỉnh giờ theo mùa. Trong quân sự và hàng không, giờ IST được quy định là E* ("Echo-Star").
Giờ chuẩn Ấn Độ được tính theo 82,5° kinh độ Đông, tại Shankargarh Fort () (thuộc huyện Allahabad, bang Uttar Pradesh) nó nằm gần trùng với đường kinh độ tham chiếu.

## Lịch sử
Sau khi dành độc lập năm 1947, chính phủ Ấn Độ quy định IST là giờ chính thức trên toàn quốc, mặc dù Kolkata và Mumbai vẫn giữ giờ địa phương của họ (như giờ Calcutta và Giờ Bombay) cho đến năm 1948 và 1955. Đài quan sát trung tâm được di chuyển từ Chennai về Shankar Garh Fort, Allahabad, vì vậy nó có gần với múi giờ UTC +5:30.
Giờ tiết kiệm ánh sáng ngày (DST) từng được sử dụng trong chiến tranh Trung Ấn năm 1962 và chiến tranh Ấn-Pakistani năm 1965 và năm 1971.